# Shipetiari
Shipetiari es una comunidad nativa del pueblo Matsigenka, ubicada en el distrito de Manu, provincia del Manu, departamento de Madre de Dios.Esta comunidad cuenta con resolución de reconocimiento R.D. 057-90-AG-UAD-MA y resolución de titulación R.D. 1316-96-DSRA-MD-RI.

## Extensión, población y lengua
La comunidad cuenta con una extensión de 29.09 km cuadrados  y una población de 160 habitantes. Esta comunidad es de la lengua Arawak.

## Educación
Esta comunidad cuenta con tres instituciones educativas de los niveles inicial y dos de primaria siendo los dos niveles de educación intercultural bilingüe.

## Problemática de seguridad
En los últimos años esta comunidad se ha visto afectada por incursiones de grupos de personas ajenas al territorio, produciéndose incluso el asesinato de Gerardo Keimari Enrique, miembro del equipo de vigilancia comunal, en octubre del año 2024